# لولا بانياني
لُولاَ بَانْيَانِي أو آنّا لولا بانياني أو آنّا لولا بانياني سترافوس (بالإيطالية:Lola Pagnani أو Anna Lola Pagnani Stravos) ممثلة إيطالية، ولدت في 3 أبريل 1972 بروما. وهي ابنة الروائي وكاتب السيناريوهات الإيطالي إنزو بانياني. تخرجت بباريس في فن الرقص المعاصر وهي تبلغ من العمر 17 سنة، وكانت أول راقصة في فرقة موميكس أثناء جولتهم العالمية، كما شاركت معهم في عروض سيرك دي سولاي بمونتريال.
وكانت أول راقصة بالمسرح الوطني بميونخ تحت إشراف لينا فارتمولر وقائد الجوقة جوزيبي سينوبولي. تحصلت بعد ذلك على شهادة في الرقص المعاصر في مسرح ألفين آيلي الأمريكي للرقص في مدينة نيويورك، ثم درست التمثيل في آيتش بي أستوديو بنيويورك أيضا، ثم عادت إلى إيطاليا.
إثر عودتها لإيطاليا، بدأت بالعمل مع أسماء كبيرة من السينما والمسرح الإيطاليين والعالميين، مثل إتوري سكولا وجوليو بازي ولينا فارتمولر، كما لعبت في أفلام أمريكية لسبايك لي وجون تورتورو، كمت عملت مع أبيل فيرارا. كانت في إيطاليا سفيرو شركة لافاتسا مع توليو سولنغي وريكاردو غاروني، كما عملت لمدة سنتين متتاليتين في برنامج نقاش تلفزي لماوريتسيو كوستانتسو. كما دعيت إلى العمل مع إنريكو مونتيزانو وماركو كولمبرو وباربرا دي روسي وبلاس روكا راي وإنريكو برينيانو ونينو مانفريدي وفيتوريو غاسمان وشيلي وينترز، التي وافقت على تدريسها في لوس أنجلوس في أكتورز أستوديو. كما درست على يد تادي شيرمان في لوس أنجلوس أيضا.
تتكلم لولا بانياني بالإيطالية وبالإنجليزية وبالفرنسية وبالإسبانية بطلاقة.

## أعمالها

### أعمالهاالسينمائية
- مخترق من قبل شعاع شمس (بالإيطالية: Trafitti da un raggio di sole) (1995)، حيث قامت بدور فابيولا (بالإيطالية: Fabiola)
- غبار نابولي (بالإيطالية: Polvere di Napoli) (1996)، حيث قامت بدور روزيتا (بالإيطالية: Rosita)
- حورية مبتذلة (بالإيطالية: Ninfa plebea) (1996)، حيث قامت بدور لوتشا (بالإيطالية: Lucia)
- فارديناندو وكارولينا (بالإيطالية: Ferdinando e Carolina) (1999)، حيث قامت بدور سارا غودار (بالإيطالية: Sara Goudar)
- القنبلة (بالإيطالية: La bomba) (1999)، حيث قامت بدور دايزي (بالإيطالية: Daisy)
- غداء الأحد (بالإيطالية: Il pranzo della domenica) (2002)
- ناس روما (بالإيطالية: Gente di Roma) (2003)
- نساء يبحثن عن عدالة (بالإنجليزية: Women Seeking Justice) (2007)

### أعمالهاالتلفزية
- عائلة مجنونة (بالإيطالية: Pazza famiglia) (1995)
- المحقق رايموندي (بالإيطالية: Commissario Raimondi) (1998)، حيث قامت بدور إسميرالدا (بالإيطالية: Esmeralda)
- سنوات الخمسينات (بالإيطالية: Anni 50) (1998)
- الفريق (بالإيطالية: La squadra) (2000)
- مكان في الشمس (بالإيطالية: Un posto al sole) (2001)، حيث قامت بدور روبرتا كانتوني (بالإيطالية: Roberta Cantone)
- فرانتشيسكا ونونتسياتا (بالإيطالية: Francesca e Nunziata) (2001)
- الدرك الإيطالي 5 (بالإيطالية: Carabinieri 5) (2005)
- إعصار في العائلة 2 (بالإيطالية: Un ciclone in famiglia 2) (2005)
- نساء مخطئات (بالإيطالية: Donne sbagliate) (2006)
- كابري (بالإيطالية: Capri) (2006)، حيث قامت بدور ماريا روزاريا (بالإيطالية: Maria Rosaria)

### أعمالهاالمسرحية
- كارمن (بالإيطالية: Carmen) (1987)
- الملكة العذراء (بالإيطالية: Vergine Regina) (1996)
- بطة بالبرتقال (بالإيطالية: Anatra all'arancia) (1997)

### وصلات خارجية
- لولا بانياني على موقع IMDb (الإنجليزية)
- لولا بانياني على موقع ألو سيني (الفرنسية)
- لولا بانياني على موقع أول موفي (الإنجليزية)
- لولا بانياني على موقع قاعدة بيانات الفيلم (الإنجليزية)
- لولا بانياني على موقع كينوبويسك (الروسية)

- (بالإنجليزية) لولا بانياني على موقع قاعدة بيانات الأفلام على الإنترنت (imdb.com).
- (بالإنجليزية) لولا بانياني نسخة محفوظة 5 ديسمبر 2008 على موقع واي باك مشين. على موقع أستوديو موريا لو كاشيو.